# VD-dev
VD-dev (anteriormente Velez & Dubail Dev. Team o simplemente Velez & Dubail) es un estudio de desarrollo de videojuegos francés fundado en 1990. El estudio trabajó en varios juegos de Game Boy, Game Boy Color y Game Boy Advance para Infogrames y Atari, y es conocido por desarrollar juegos que llevan el hardware de dichas consolas al límite.[cita requerida]

## Historia
El estudio fue fundado por el programador Fernando Velez y el diseñador gráfico Guillaume Dubail, trabajando juntos en el diseño de juegos. Después de abandonar un concepto de Matamarcianos en 1989, desarrollaron Jim Power in Mutant Planet bajo el nombre de Digital Concept. Se separaron entre 1992 y 1996 debido a que cada uno fue reclutado en servicio militar (Guillaume Dubail trabajó en los gráficos de Jim Power después de que Fernando Vélez programara Mr. Nutz y Jurassic Park Part 2: The Chaos Continues para Game Boy). Firmaron sus nombres en los créditos de los juegos de 1996, como Velez & Dubail Dev. Team desde 2002 (V-Rally 3) y eventualmente como VD-dev desde 2007. En 2013, fueron reclutados por Frédéric Zimmer, programador de animación para Watch Dogs de Ubisoft. Fernando Vélez murió en julio de 2016, a los 46 años.

## Videojuegos desarrollados
| Año  | Título                                          | Plataforma(s)                      | Distribuidora(s)              |
| ---- | ----------------------------------------------- | ---------------------------------- | ----------------------------- |
| 1992 | Jim Power in Mutant Planet                      | Amiga                              | Loriciel                      |
| 1996 | The Smurfs Travel the World                     | Game Boy, Game Gear, Master System | Infogrames Multimedia         |
| 1996 | Lucky Luke                                      | Game Boy                           | Infogrames Multimedia         |
| 1997 | The Smurfs' Nightmare                           | Game Boy                           | Infogrames Multimedia         |
| 1998 | V-Rally Championship Edition                    | Game Boy                           | Infogrames Multimedia (Ocean) |
| 1998 | The Smurfs' Nightmare                           | Game Boy Color                     | Infogrames                    |
| 1999 | V-Rally Championship Edition                    | Game Boy Color                     | Infogrames                    |
| 1999 | Bugs Bunny & Lola Bunny: Operation Carrot Patch | Game Boy Color                     | Infogrames                    |
| 2000 | Le Mans 24 Hours                                | Game Boy Color                     | Infogrames                    |
| 2000 | Wacky Races                                     | Game Boy Color                     | Infogrames                    |
| 2000 | Supercross Freestyle                            | Game Boy Color                     | Infogrames                    |
| 2002 | V-Rally 3                                       | Game Boy Advance                   | Infogrames                    |
| 2003 | Stuntman                                        | Game Boy Advance                   | Infogrames                    |
| 2004 | Asterix & Obelix XXL                            | Game Boy Advance                   | Atari                         |
| 2005 | Driver 3                                        | Game Boy Advance                   | Atari                         |
| 2009 | C.O.P. The Recruit                              | Nintendo DS                        | Ubisoft                       |
| 2011 | Driver: Renegade 3D                             | Nintendo 3DS                       | Ubisoft                       |
| 2015 | IronFall: Invasion                              | Nintendo 3DS                       | Self-published                |
| 2018 | Rise: Race The Future                           | Microsoft Windows                  | Self-published                |
| 2019 | Rise: Race The Future                           | Nintendo Switch                    | Self-published                |